# Oxyurus pallidus
Oxyurus pallidus är en mångfotingart som beskrevs av Koch. Oxyurus pallidus ingår i släktet Oxyurus och familjen Xystodesmidae. Inga underarter finns listade i Catalogue of Life.